# Rote Taube
Rote Taube ist die Kurzbezeichnung einer patentrechtlichen Entscheidung des BGH aus dem Jahr 1969. Mit diesem Beschluss schuf das Gericht die Grundlage für eine bestimmte Gruppe von Biopatenten, nämlich für die Patentierung von Tieren und anderen Lebewesen.

## Sachverhalt
Der Antragsteller hatte die Patentierung eines Tierzuchtverfahrens beantragt, das die Züchtung spezifischer Tauben mit rotem Gefieder versprach.
Beantragt war ein „Verfahren zum Züchten einer Taube mit rotem Gefieder, die gegenüber anderen Tauben gleicher Farbe wesentlich größer ist, eine wesentlich größere Spannweite der Flügel aufweist, deren Gefiederfarbe wesentlich verschönt und verintensiviert ist und deren Ballon im Verhältnis zur Körpergröße extrem groß ist, bei dem ein Altdeutscher Kröpfer in erster Stufe mit einer Roten Römertaube gekreuzt wird, die aus dieser Kreuzung hervorgegangenen Tauben auf Größe und Farbe selektioniert werden, ein ausgewähltes Produkt dieser Kreuzung in zweiter Stufe mit einem Roten Hessenkröpfer gekreuzt wird und die aus dieser Kreuzung nach abermaliger Auslese hervorgegangene Taube in dritter Stufe mit einem Altdeutschen Kröpfer rückgekreuzt wird“.
Das zuständige Patentamt hatte den Antrag zurückgewiesen. Es konnte in einem solchen Verfahren keine technische Maßnahme und damit keine Erfindung im Sinne des Patentrechts erkennen. Neben dieser fehlenden Technizität hatte es den Patentanspruch als zu unbestimmt kritisiert. Ferner hatte es die fehlende Wiederholbarkeit eines solchen Verfahrens bemängelt und ihm die für eine Patentierung notwendige Erfindungshöhe sowie jeden Fortschritt abgesprochen. Das vom Antragsteller zunächst angerufene BPatG hatte diese Zurückweisung bestätigt.
Gegen diese Entscheidung erhob der Antragsteller Rechtsbeschwerde zum BGH. Er machte einen Anspruch auf Patenterteilung nach § 1 Patentgesetz (PatG) geltend, da das Züchtungsverfahren nach seiner Auffassung alle Patentvoraussetzungen erfülle. Ferner war er der Meinung, dass Tierzüchtungen aus Gründen der Gleichbehandlung im selben Maße zum Patentschutz zugelassen werden müssten wie Pflanzenzüchtungen.

## Die Entscheidung des BGH
Das Gericht wies die Rechtsbeschwerde mit dem Argument ab, Tierzüchtungsverfahren könnten nicht mit der für eine Patentierung notwendigen Wiederholbarkeit ausgeführt werden. Wer ein solches Verfahren ausführe, könne nicht sicher sein, dass er mit diesem Verfahren genau die Tiere mit der erstrebten Spezifikation produziere. Da das Gericht alle anderen Patentvoraussetzungen als gegeben ansah, legte es mit seinem Beschluss die Grundlage für die Patentierung von Lebewesen.

### Unbeachtlichkeit des Lebens
Unter Bezugnahme auf die folgenden Ausführungen stellte das Gericht zunächst fest, die Tatsache, dass das Züchtungsverfahren lebende Organismen zum Ziel habe, stehe einer Patentierung nicht grundsätzlich entgegen und sei daher letztendlich unbeachtlich.

#### Gesetzgeberisch nicht begrenzte Dynamik des Erfindungsbegriffs
Die Erteilung von Patenten richte sich nach den Vorschriften des Patentgesetzes aus dem Jahre 1877, welche seither unverändert in Kraft seien. Patentfähig seien nach § 1 Absatz 1 dieses Gesetzes neue Erfindungen, die eine gewerbliche Verwertung gestatten.
Die bisherige Rechtsprechung habe unter solchen Erfindungen gewerblich verwertbare Lehren zum technischen Handeln verstanden, d. h. Anweisungen, mit denen sich ein bestimmter Erfolg erzielen lasse. Als technisch wurde solches Handeln dann angesehen, wenn es sich auf den Einsatz solcher Mittel stützte, die in ihrem Verhalten auf den industriellen Gewerbebetrieb als erkannt und damit berechenbar angesehen wurden. Als in diesem Sinne erkannt und berechenbar galten ursprünglich nahezu ausschließlich jene Mittel, die auf den Grundlagen der Physik, vor allem der Mechanik basierten.
Das Gericht war der Auffassung, aufgrund des enormen Wandels von Naturwissenschaft und Technik seit der Zeit der Gesetzesentstehung könne diese Auslegung nicht mehr allein maßgeblich sein. Der unbestimmte Rechtsbegriff der Erfindung dürfe nicht allein historisch ausgelegt werden, da es sich bei ihm um den Zentralbegriff für ein Rechtsgebiet handele, dessen vornehmlichste Aufgabe es sei, die nach dem jeweils neuesten Stand der Wissenschaft und Forschung patentwürdigen Ergebnisse zu erfassen. Es sei daher nicht nur erlaubt, sondern nach dem Sinn des Patentgesetzes geradezu geboten, den jeweiligen Stand der naturwissenschaftlicher Erkenntnisse zur Auslegung dieses unbestimmten Rechtsbegriffs heranzuziehen.
Als Beispiele für den zu berücksichtigenden Wandel in Naturwissenschaft und Technik führte das Gericht an, dass die Landwirtschaft weitgehend technisiert worden sei, dass nicht mehr nur die physikalischen, sondern auch die chemischen Verfahren weitgehend berechenbar geworden seien und dass auch die biologischen Erscheinungsformen und Kräfte seit langem in den Bereich exakter naturwissenschaftlicher Forschung einbezogen worden seien.

#### Zur erforderlichen Technizität von Erfindungen
Nach Auffassung des Gerichts konnte die Patentierung von Tierzüchtungen nicht mit dem Argument versagt werden, dass es sich bei diesen nicht um technische Verfahren handelt. Bei der Definition der patentfähigen Erfindung in § 1 PatG sei das Wort technisch nicht einmal verwendet worden. Es komme zwar in anderen Normen des Patentrechts vor, etwa wenn von den technischen Mitgliedern des Patentamts und des Patentgerichts die Rede sei, die in einem Zweig der Technik sachverständig sein müssten. Auch habe die allgemeine Rechtslehre und -praxis den patentrechtlichen Begriff der Erfindung als jene Lehre zum technischen Handeln umschrieben. In den 1930er Jahren sei man insoweit davon ausgegangen, dass sich dieses Technikverständnis auf die Lehren der Physik und der Chemie gründe.
Diese Technikauffassung der Rechtsprechung habe sich dahingehend entwickelt, dass in neueren Entscheidungen von der „Ausnutzung von Naturerscheinungen“ gesprochen werde. Damit sollten nicht nur Kraftwirkungen im engeren physikalischen Sinne gemeint sein, sondern „alle von Stoffen, Kräften und Energiearten ausgeübten Wirkungen“.
Bei all diesen Technikumschreibungen sei jedoch zu beachten, in welcher Richtung sie Inhalt und Grenzen der Patentierbarkeit bestimmen wollten. Im vorliegenden Fall gehe es nicht um den „Gegensatz des Technischen zur Welt des rein Geistigen“, eine Welt, die das Patentrecht in „Anweisungen an den menschlichen Geist“, in „reinen Erkenntnissen“ und in „wissenschaftlichen Lehren“ erkennt. Es gehe auch nicht um die Abgrenzung des Technischen von der Kunst, die mithilfe des Urheberrechts oder Geschmacksmustern gezogen werde. Vorliegend gehe es um die Frage, ob auch die Erscheinungen und Kräfte der belebten Natur dem Bereich des Technischen gleichbehandelt werden könnten. Dabei sei nicht entscheidend, was der Gesetzgeber im Jahr 1877 unter Technik verstanden habe. Entscheidend sei, wie „die biologischen Erscheinungen und Kräfte“ nach dem gegenwärtigen Stand der Wissenschaft zu verstehen und einzuordnen seien.

#### Maßgeblicher Stand der Wissenschaft
Nach dem letzten Stand der Wissenschaft sei bekannt, dass bei allen lebenden Organismen von den einzelligen Bakterien bis zu den hochentwickelten Lebewesen gemeinsame Grundprinzipien ihres Aufbaus und ihrer Lebensäußerungen vorlägen. An ihrer Zellstruktur seien neben anorganischen Stoffen vor allem Kohlenstoffverbindungen beteiligt, deren Chemie als „organische Chemie“ bezeichnet werde. Wachstum und Energiehaushalt werde durch Stoffwechsel bewirkt, also durch die Aufnahme von anorganischen oder organischen Stoffen, die über chemische Reaktionen unter Beteiligung von Fermenten (Enzymen) nach Art von Katalysatoren in Aufbau und Abfallstoffe sowie Energie umgesetzt werde. Erhaltung und Fortbildung der lebenden Arten erfolge durch Zellteilung, Fortpflanzung und Mutationen; die dabei sich abspielenden Vorgänge fänden vor allem in den Mendelschen Gesetzen, der Evolutionslehre und den Erkenntnissen der Chromosomenlehre ihren wissenschaftlichen Niederschlag.
Nach den Forschungen über Aufbau und Bedeutung des Zellkerns, insbesondere seit den Entdeckungen von Watson und Crick im Jahre 1953, seien zur Erhaltung und Weitergabe von Erbeigenschaften eines Individuums Doppelmoleküle aus Desoxyribonukleinsäure (DNS) im Zellkern entscheidend beteiligt, die bei einer Zellteilung durch Aufspaltung die in ihnen gespeicherte eigenen Informationen weitergäben.
Es könne daher nach herrschender Auffassung davon ausgegangen werden, dass auch die lebenden Organismen aus Materie bestünden, die wie alle sonstigen materiellen Erscheinungsformen aus auf der Erde vorkommenden Grundbaustoffen (Elementen) aufgebaut sei. Organische Stoffe könnten seit der im Jahr 1828 gelungenen Harnstoffsynthese in zunehmendem Maße auch synthetisch hergestellt werden. Ferner sei es herrschende Meinung der Wissenschaft, dass der den materiellen Aufbau und die Energieäußerungen der Lebewesen bewirkende Stoffwechsel sich durch Reaktionen vollziehe, deren Gesetzmäßigkeiten, soweit sie erforscht seien, den allgemeinen Lehren der Physik und Chemie zugeordnet werden könnten. Die Gesetze der Genetik hätten nach dem genannten Stand der Wissenschaft ebenfalls ihren Ursprung in komplizierten physikalischen und chemischen Vorgängen.
Nach Auffassung des Gerichts ließen die bisher festgestellten Gesetzmäßigkeiten der biologischen Erscheinungen und Kräfte jedenfalls offensichtlich den allgemeinen Schluss zu, dass auch bei ihnen weitgehend Kausalzusammenhänge bestehen, die mit der Kausalität des Naturgeschehens auf dem Gebiet der nicht lebenden Materie zumindest vergleichbar seien. In Anbetracht dieser Vergleichbarkeit sei aber kein ausreichender Grund ersichtlich, die planmäßige Ausnutzung biologischer Naturkräfte und Erscheinungen vom Patentschutz grundsätzlich auszuschließen. Dabei könne es dahingestellt bleiben, ob und wie weit diese Tätigkeit dem Begriff der Technik unmittelbar zugeordnet werden könne oder ob eine nur entsprechende Anwendung dieses Begriffs auf die patentrechtliche Behandlung biologischer Kräfte und Erscheinungen stattzufinden habe. Die Erkenntnis, dass nach aktueller Sicht auch biologische Verfahren für einen bestimmten Erfolg kausal und damit berechenbar und beherrschbar sein könnten führe jedenfalls zu einer Abwandlung früherer Umschreibungen des Technikbegriffs. Diese Abwandlung führe dazu, dass auch eine gewerblich verwertbare neue fortschrittliche und erfinderische Lehre zum planmäßigen Handeln unter Einsatz beherrschbarer Naturkräfte zur Erreichung eines kausal übersehbaren Erfolgs als patentierbar angesehen werden könne.

#### Drei verschiedene Weisen der biologischen Einwirkungen auf technisches Geschehen
Das Gericht wies sodann darauf hin, die Auffassung, dass auch die biologischen Kräfte und Erscheinungen grundsätzlich zu dem Gebiet gehörten, auf dem patentfähige Erfindungen möglich seien, liege auf der Linie der bisherigen Entwicklung von Rechtspraxis- und lehre. Hier seien jedoch verschiedene Weisen unterschieden worden, in denen biologische Einwirkungen im Ablauf eines technischen Geschehens auftreten.
Diese Unterscheidung lasse sich vor allem im Hinblick darauf treffen, dass der Begriff der Lehre (zum technischen Handeln) auch als die Lösung einer bestimmten Aufgabe mit bestimmten Mitteln definiert werde. Danach könne unterschieden werden:

##### a) Fälle in denen mit anderen Mitteln als lebender Materie auf den Ablauf biologischen Geschehens eingewirkt werde
Diese Möglichkeit betreffe vor allem sogenannte Kulturverfahren, bei denen Wachstum, Beschaffenheit, Ausbeute usw. insbesondere von Pflanzen durch chemische oder physikalische Mittel beeinflusst würden. Das Gericht verwies darauf, dass auch die Patentfähigkeit solcher Verfahren zunächst verneint worden sei. Später seien jedoch auch solche Verfahren ständig zum Patentschutz zugelassen worden. Auch das Schrifttum habe sich dieser Ansicht angeschlossen. Bei diesen Verfahren werde im Allgemeinen vorausgesetzt, dass die Veränderungen der Lebewesen nicht deren Erbstruktur betreffe. Blieben demnach die Erbanlagen unverändert, so seien solche Verfahren, die nur das einzelne Individuum veränderten, notwendig an jedem Individuum zu wiederholen, dan dem man diese Veränderungen vornehmen wolle.

##### b) Fälle in denen mit biologischen Mitteln nicht lebende Materie beeinflusst werde
Auch diese Möglichkeit werde seit langem in der Praxis und der Rechsprechungslehre als patentfähig angesehen. Sie betreffe zum einen die durch Bakterien oder sonstige Kleinlebewesen beeinflussten Gärungsprozesse, welche vor allem in der Nahrungsmittelindustrie vorkämen. Bei diesen Verfahren seien Kleinstlebewesen, allgemein als Mikroorganismen bezeichnet, beteiligt. Ein großer Teil der technisch angewandten biologischen Verfahren bediene sich des Umstands, dass bestimmte Mikroorganismen Produkte ausschieden, die für den Menschen wertvolle Stoffe enthielten. Hierzu gehörten etwa die Bakterien, die zur Sauermilchbereitung, zur Käsereifung, bei der herstellung von Sauerteig und bei der Einsäuerung von Tierfutter (Silieren) sowie in der Gärungsindustrie zur Herstellung von Essigsäure und Milchsäure eingesetzt würden; ferner die Pilze, mit deren Hilfe Bier, Hefegebäck und organische Säuren, z. B. Zitronensäure und Oxalsäure erzeugt würden. Ferner seien Mikroorganismen, bestimmte Bakterien und Pilze, die Erzeuger wertvoller Antibiotika.
Dabei werde auch von solchen Verfahren vorausgesetzt, dass sie wiederlholbar seien und die dabei verwendeten in der Natur vorkommenden Organismen für jedermann verfügbar blieben. Zwar hätten bisher weder das Reichsgericht noch der BGH ausdrücklich über die Patentiertbarkeit aller derartiger Verfahren entschieden, doch gebe es Berichte über die insoweit bejahende Einstellung der Rechtspraxis. Auch die internationale Entwicklung stehe der Patentfähigkeit mikrobiologischer Verfahren im Allgemeinen positiv gegenüber; so wolle auch das Straßburger Abkommen zur Vereinheitlichung gewisser Begriffe des materiellen Rechts der Erfindungspatente vom 27. November 1963 (BlfPMZ 1964, S. 372) die Vertragsstaaten verpflichten, die Patentierbarkeit mikrobiologischer Verfahren und der mit Hilfe dieser Verfahren gewonnenen Erzeugnisse anzuerkennen.

##### c) Fälle in denen sowohl die Mittel als auch das Ergebnis auf dem Gebiet biologischer Erscheinungen lägen
Zu dieser Möglichkeit, bei der – nur oder jedenfalls im Wesentlichen auch – mit biologischen Mitteln ein biologisches Ergebnis oder Erzeugnis gewonnen werden solle, gehöre die vorliegende Anmeldung auf ein Verfahren zur Züchtung einer Taube. Es sei nur folgerichtig, wenn bei grundsätzlicher Zulassung der vorstehend unter a) und b) genannten Verfahren zum Patent die Züchtung von Tieren nicht schon deshalb von der Patentierung ausgeschlossen werden könne, weil sowohl die Mittel als auch das Ergebnis auf biologischem Gebiet lägen. Die Problematik liege hier in der nachfolgend zu erörternden Frage, ob die Vermehrbarkeit solcher Züchtungsergebnisse das Erfordernis der Wiederholbarkeit des Züchtungsverfahrens entbehrlich mache.

### Notwendigkeit der Wiederholbarkeit auch bei Tierzüchtungsverfahren
Eine Erfindung offenbare als Lehre zum technischen Handeln nur dann eine fertige Lösung, wenn der Fachmann (§ 26 Abs. 1 Satz 4 des seinerzeitigen Patentgesetzes) in beliebiger Wiederholung nach dieser Lehre mit gleichbleibendem Erfolg arbeiten könne. Diese Voraussetzung erscheine im Allgemeinen für die Patentfähigkeit einer Erfindung selbstverständlich, denn eine technische Lehre sei für den Fachmann nur dann ausführbar, wenn die Ausführung auch jederzeit wiederholt werden könne. Eben darin, dass der Erfinder der allgemeinen Fachwelt in der Patentschrift offenbart, auf welchem Wege und mit welchen Mitteln er zu dem angestrebten Ergebnis gelangt, liege die patentwürdige Bereicherung der Technik.
Im Hinblick auf Verfahren zur Pflanzenzüchtung sei in der Literatur zwar die Meinung vertreten worden, dass deren Wiederholbarkeit für ihre Patentierbarkeit nicht erforderlich sei, weil das Ergebnis der Züchtung aus sich selbst vermehrt werden könne. Nach diesen Auffassungen erschöpfe sich die Lehre (zum technischen Handeln) im jeweiligen Züchtungsergebnis und könne daher durch Weitervermehrung ausgeführt werden. Andere Auffassungen hingegen hielten die Wiederholbarkeit auch des Züchtungsverfahrens für erforderlich. Eine vermittelnde Meinung verträte den Standpunkt, dass das Fehlen von Gründen, die eine Wiederholung unmöglich erscheinen lassen, als theoretische Möglichkeit der Wiederholung gewertet werden solle. Das Gericht sah sich im vorliegenden Verfahren nicht veranlasst, zu diesem Meinungsstreit in vollem Umfang Stellung zu nehmen. Es gehe hier nur um den vom Anmelder geltend gemachten Anspruch auf ein Verfahren zum Züchten eines Tieres.
Insoweit hielt es eine theoretische Wiederholbarkeit, wie sie die vermittelnde Meinung genügen lassen wollte, aber für in sich widersprüchlich, außer es solle damit Folgendes gemeint sein: Es genüge, wenn gegenüber der Patenterteilungsbehörde die Wiederholbarkeit des offenbarten Züchtungsverfahrens nicht exakt nachgewiesen, sondern im Sinne des patentamtlichen Sprachgebrauchs „glaubhaft gemacht“ und damit zugleich dargetan werde, dass es sich um das Produkt eines neuen Züchtungsverfahrens und nicht etwa um eine in der Natur neu entdeckte Art handele. Von einer solchen Erleichterung des Nachweises abgesehen könne jedoch materiellrechtlich auf die Forderung der Wiederholbarkeit des Züchtungsverfahrens nicht verzichtet werden. Die zu patentierende Lehre eines Verfahrensanspruchs der hier vorliegenden Art bestehe in der Züchtung einer neuen Tierart aus bekannten Arten durch Kreuzung und Selektion. Sie besage, dass man mit diesen Schritten von bestimmten Ausgangsarten über die Verfahrensstufen zu einem bestimmten Züchtungsergebnis gelangen solle. Der Patentschutz für eine solche Lehre erstrecke sich auf das (unmittelbare) Erzeugnis des Verfahrens (§ 6 Satz 2 PatG). Das ändere jedoch nichts daran, dass die zu patentierende Lehre in dem Verfahren bestehe. Diese Lehre müsse, wenn dafür Patentschutz verlangt werde, wiederholbar, d. h. für andere Sachverständige nachvollziehbar sein. Es sei kein mit den Prinzipien des Patentrechts zu vereinbarender Grund ersichtlich, der es gestatten könnte, von dem Erfordernis der Wiederholbarkeit der zum Patent angemeldeten Verfahrenslehre abzusehen, weil das Ergebnis der Züchtung aus sich selbst heraus erbbeständig vermehrbar sei und es somit eine Bereicherung der Allgemeinheit besser garantiere als eine Wiederholung der oft mühsamen und langwierigen Züchtung selbst.
Wäre nämlich ein solches Verfahren nicht wiederholbar, so würde die „Bereicherung der Allgemeinheit“ allein in dem einmal erzielten tatsächlichen Ergebnis bestehen. Der Züchter gäbe dem Fachmann dann nicht eine Lehre, wie die neue Art herzustellen ist, sondern er würde die Allgemeinheit nur auf das zunächst allein in seiner Hand befindliche körperliche Züchtungsergebnis verweisen. An die Stelle einer Belehrung, wie jeder Fachmann zu dem gleichen Ergebnis gelangen kann, träte ein tatsächliches Monopol auf die Erzeugnisse (d. h. die Tiere). Dieses Monopol wäre allein aus dem einmaligen Züchtungsvorgang abgeleitet. Eine solche Art der Monopolisierung sei dem Patentrecht jedoch fremd.

### Fehlende Wiederholbarkeit des Tierzüchtungsverfahrens
Dem beantragten Züchtungsverfahren fehle es an der für die Patentierung erforderlichen Wiederholbarkeit.

#### Grundsätzliche Ähnlichkeit von Züchtungsverfahren mit chemischen Herstellungsverfahren
Züchtungsverfahren dieser Art wiesen eine grundsätzliche Ähnlichkeit mit chemischen Herstellungsverfahren auf. Ebenso wie jene würden auch die Züchtungsverfahren charakterisiert durch bestimmte Ausgangsarten, Verfahrensstufen und das gewünschte Enderzeugnis. In der vorliegenden Patentanmeldung werde diesbezüglich in der folgenden Weise verfahren:
1) Ausgangsindividuen: (a) Altdeutscher Kröpfer – (b) Rote Römertaube
2) Kreuzung von 1 (a) und (b)
3) Selektion der Erzeugnisse von 2 nach Größe und Farbe
4) Kreuzung der Ergebnisse von 3 mit (c) Rotem Hessenkröpfer
5) Selektion der Erzeugnisse von 4
6) Rückkreuzung der Ergebnisse von 5 mit (a) Altdeutschem Kröpfer.
Als Endergebnis sei angegeben
Eine Taube:
a) nach genanntem Verfahren gezüchtet und
b) mit folgenden Eigenschaften:
aa) rotes Gefieder und dabei
bb) wesentlich größer als bisher
cc) wesentlich größere Flügelspannweite
dd) wesentlich schönere und intensivere Gefiederfarbe
ee) ein zur Körpergröße extrem großer Ballon.

#### Vorliegend aber gemischtes Verfahren
Bei Verfahren dieser Art bestünden die reinen Verfahrensstufen aus Kreuzungen und Auswahlvorgängen (Selektionierungen). Erstere seien rein biologische Maßnahmen mit der Folge, dass die jeweiligen Elternpaare ihre Erbanlagen nach Mendelscher Gesetzmäßigkeit an ihre Nachkommen weitergäben. Die dann folgende Selektionierung sei ein nicht biologischer Verfahrensschritt zwecks Auswahl der Ausgangsindividuen für die nächste Kreuzungsstufe usf. Der Wechsel dieser Vorgänge (Auswahl – Kreuzung – Auswahl – Kreuzung – usw.) stelle somit ein gemischtes Verfahren mit von Fall zu Fall unterschiedlicher Stufenzahl dar, das den Zweck verfolge, sich einem biologisch gewünschten Ergebnis hinsichtlich bestimmter Erbfaktoren mit wachsendem Reinheitsgrad der Züchtungsergebnisse zu nähern.

#### Fehlende genetische Identität
Wenn das Patentamt davon ausgehe, dass ein solches Verfahren nicht wiederholbar sei, könne es sich für den vorliegenden Fall darauf stützen, dass nach der Offenbarung in der Patentbeschreibung und der Kennzeichnung des Züchtungsverfahrens im Patentanspruch eine genetisch identische Wiederholung der Züchtung nicht gesichert erscheine. Auch könne keinesfalls davon ausgegangen werden, dass mit einem hohen Grad von Wahrscheinlichkeit die gleichen genetischen Züchtungsergebnisse erzielt werden könnten. Die Ausgangsindividuen seien ganz allgemein nach ihrer Art ohne Angabe ihrer einzelnen stammesmäßigen Herkunft gekennzeichnet. Der Fachmann wäre daher darauf angewiesen, bei dem Versuch einer Wiederholung dieser Züchtung solche Individuen zu verwenden, die nach ihrem Aussehen, also phänotypisch, der angegebenen Art entsprechen. Die Selektionsmaßnahmen in zwei Stufen seien auf zwei Merkmale gerichtet, die jedoch nur in allgemeiner Richtung (Größe und Farbe) bestimmt seien. Die Durchführung dieser Auswahlmaßnahmen lasse deshalb und auch allgemein wegen der dabei nicht näher bestimmbaren Methode einen weiten Spielraum offen. Auch seien sie ebenfalls nur phänotypisch ausgerichtet und stellten deshalb ohnehin keine Maßnahme dar, die einen hinreichend bestimmbaren Erfolg versprechen könne. Es bedürfe keiner weiteren Erörterung, wie sicher oder unsicher nach dem Stand der Wissenschaft der Schluss von dem äußeren Erscheinungsbild eines Individuums auf seine genetischen Eigenschaften im Allgemeinen oder im Einzelfall sein möge. Im vorliegenden Fall ließe sich jedenfalls aus den genannten Umständen ein Schluss auf die Wiederholbarkeit des Züchtungsverfahrens nicht mit der notwendigen Sicherheit ziehen „zumal es sich hier um die Züchtung einer höheren Tierart mit komplexen Erbverhältnissen“ handele. Dies ergebe sich aus den vorstehenden Ausführungen insbesondere soweit sie zu § 6 Satz 2 PatG erfolgt seien.

## Verbreitung der Entscheidung

### Rote Taube-Formel
Die neue Formulierung, nach der auch „eine gewerblich verwertbare neue fortschrittliche und erfinderische Lehre zum planmäßigen Handeln unter Einsatz beherrschbarer Naturkräfte zur Erreichung eines kausal übersehbaren Erfolgs“ als patentierbar angesehen werden könne, wurde in der patentrechtlichen Rechtsprechung und Literatur als Rote Taube-Formel bekannt.

### Red Dove
Die Entscheidung galt als so bedeutend, dass sie ins Englische übersetzt und in der zur selben Zeit neu gegründeten IIC veröffentlicht wurde. Unter der Bezeichnung Red Dove wurde sie daher auch international bekannt.

## Gegenwärtige Bedeutung derRote Taube-Formel
Bis heute nimmt die Rechtsprechung in einer Vielzahl nachfolgender Gerichtsentscheidungen immer wieder in sehr unterschiedlicher Art und Weise Bezug auf den Rote-Taube-Beschluss.
Obwohl der Beschluss die Frage der Patentierung von Software mit keinem Wort erwähnt, hat er sich zu „einer der wichtigsten Entscheidungen für die Patentierung von Software entwickelt“.
In der stoffrechtlichen Literatur wurde darauf hingewiesen, das Gericht habe mit seiner Argumentation „Tierzuchtverfahren ganz der Logik des naturwissenschaftlich-materialistischen Weltbilds [unterworfen], sodass sich Lebewesen offensichtlich schlicht als die Summe ihrer chemischen Bausteine, also als eine composition of matter darstellten“. Verschiedene Gerichte hätten sich von dieser Argumentation, mehr oder weniger deutlich, abgewandt. Andere würden ihr indes nach wie vor folgen.
Die gegenwärtige Bedeutung dieser Formel erscheint daher widersprüchlich und dementsprechend undeutlich.